# Pierzchno
Pierzchno [ˈpjɛʂxnɔ] é uma aldeia localizada no distrito administrativo de Wręczyca Wielka, do condado de Kłobuck, voivodia de Silésia, no sul da Polônia. A aldeia tem uma população de 286 habitantes.